# PIC16x84
Os PIC16C84 e PIC16F84 são microcontroladores da família PIC de controladores, produzidos pela Microchip Technology.  O PIC16F84 é uma versão melhorada do PIC16C84, e quase que totalmente compatível, com um programa de segurança melhor e usando memória flash ao invés de memória EEPROM para armazenar seu programa.  O PIC16F84 possui 68 bytes de RAM enquanto o PIC16C84 possui 36 bytes.  Ambas versões caracterizam-se por uma larga faixa de tensão, baixo consumo, timer interno e controles PIC de entrada/saída (E/S).
Como esses dois chips são tão similares, eles são freqüentemente referidos em projeto de circuitos pelo termo PIC16x84 (x é usado como um curinga quando refere-se a chips).
O microcontrolador PIC16x84 é um membro da série de 14 bits da Microchip (o tamanho da palavra de instrução é de 14 bits para todas as instruções), fazendo do '84 um bom protótipo de desenvolvimento para outros similares, entretanto mais barato, dispositivos One Time Programmable de 14 bits.